# Burns Philp
Pour les articles homonymes, voir Burns et Philp.

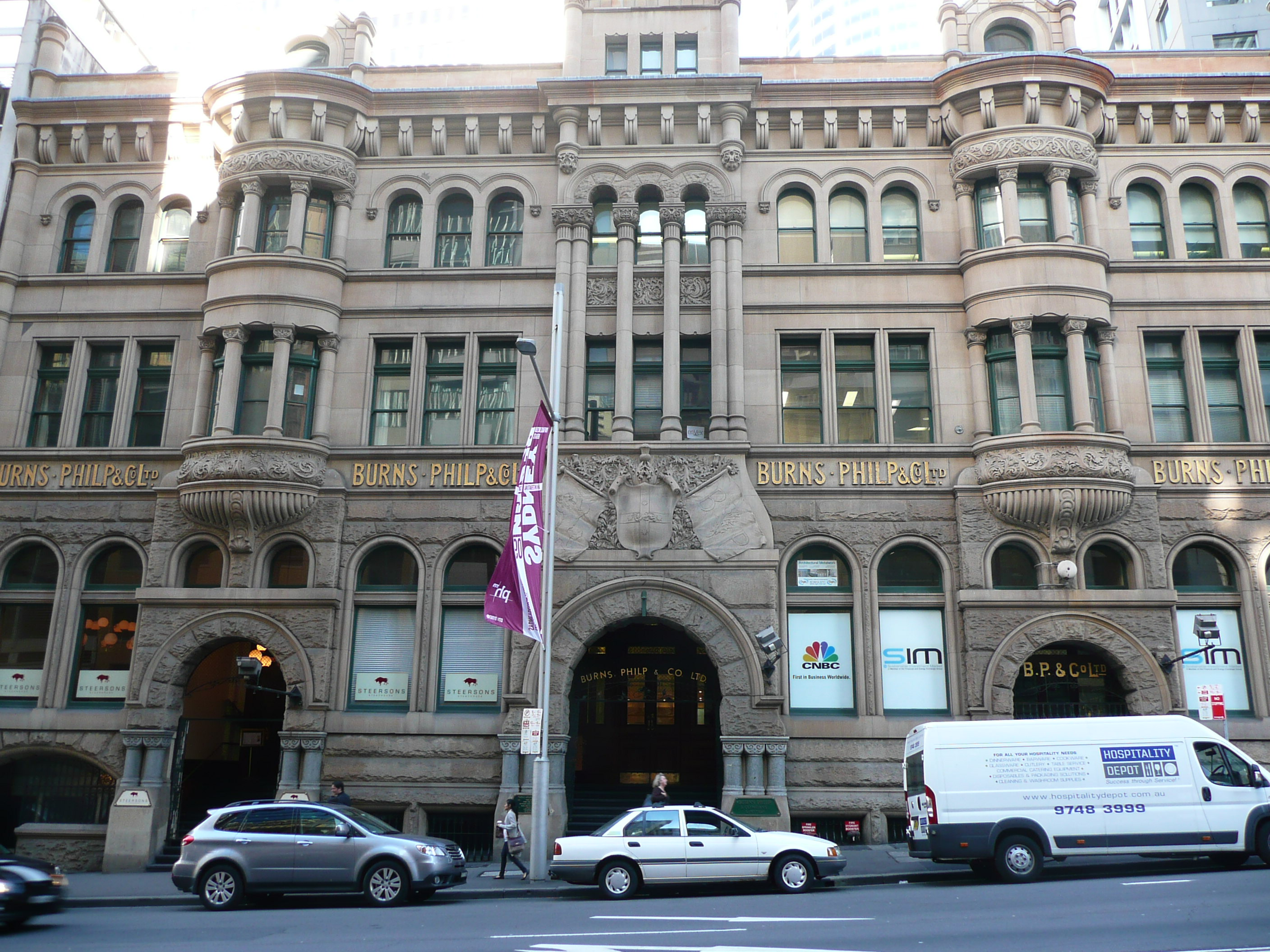
L'ancien siège de Burns Philp, construit en 1901 à Sydney.

Burns Philp & Co., Ltd. est une entreprise australienne fondée en 1882 par James Burns et Robert Philp, commerçants établis à Townsville et Sydney. Grâce au dynamisme de ses dirigeants et à l'appui des autorités (gouvernements de Nouvelle-Galles du Sud puis  de l'Australie fédérée), Burns Philp devient rapidement la première société de commerce et de transport du Pacifique Sud, et un des principaux agents de l'impérialisme britannique dans la région. Au début des années 1890, elle se tourne également vers les assurances pour devenir une des principales sociétés australiennes. 
Restée familiale jusqu'aux années 1970, l'entreprise tente de se moderniser en diversifiant ses activités mais la stratégie est peu payante. À partir de 1984, Burns Philp se recentre sur le commerce et l'agro-alimentaire, devenant le leader mondial du vinaigre et de la levure. Son engagement sur le marché des épices est cependant un cuisant échec, et la société, malgré la revente à très bas prix de ses participations dans les assurances et la grande distribution, frôle la faillite en 1998. Burns Philp voit ses parts progressivement rachetées par l'investisseur néo-zélandais Graeme Hart, qui tente de la remettre sur pied. Cependant, cela n'est pas assez rentable et, après avoir pris le contrôle total de la société, Hart vend toutes ses filiales en 2007 pour en faire une société-écran.

## Documentation
- Burns, Philp & Company, International Directory of Company Histories, vol.63, St. James Press, 2004
- Ken D. Buckley et K. Klugman, The history of Burns Philp : the Australian company in the South Pacific, North Ryde : Burns, Philp & Co. Ltd., 1981
- Ken D. Buckley et K. Klugman, The Australian presence in the Pacific : Burns Philp, 1914-1946,   Sydney : George Allen & Unwin, 1983